# 芭芭拉·利斯科夫
芭芭拉·利斯科夫（英語：Barbara Liskov，1939年11月7日—），本名芭芭拉·简·休伯曼（英語：Barbara Jane Huberman）。美国计算机科学家，2008年图灵奖得主，2004年约翰·冯诺依曼奖得主。现任麻省理工学院电子电气与计算机科学系教授。

## 簡歷
1961年在加州大学伯克利分校获得数学学士学位。1968年在斯坦福大学获得博士学位，她是美国第一个计算机科学女博士。导师为1971年图灵奖得主约翰·麦卡锡教授，论文题目是国际象棋残局程序。
利斯科夫领导了许多重要的项目，包括小型低成本交互式的分时操作系统Venus，第一个支持数据抽象的面向对象编程语言CLU的设计与实现（1970年代），第一个支持分布式程序实现的高级语言Argus（1980年代），面向对象数据库系统Thor，还有最近的Byzantine分布式容错系统。其中，CLU语言对现代主流语言如C++/Java/Python/Ruby/C#都有比较深远的影响。而她从这些实际项目中提炼出来的数据抽象思想，已经成为软件工程中最重要的精髓之一。
她另外一个在程序设计中有广泛应用的成就，是与周以真（Jeannette Wing）合作发展出子类型定义，并且一起提出的Liskov代換原則，这是面向对象程序设计中最重要的几大原则之一。

## 認可和獎勵
利斯科夫是美国工程院院士，美国艺术与科学院院士，美国计算机协会(ACM)会士。2002年，她被公認是在麻省理工學院頂級女性教師之一，在美國科學領域中的排名前50位大學教學人員之中。

## 著作
Program Development in Java，Addison-Wesley, 2001

## 参閲
- Liskov代換原則
- 计算机领域中的女性

## 外部連結
- （英文）利斯科夫教授的主頁 （页面存档备份，存于）
- （英文）編程方法學群組 （页面存档备份，存于）
- （英文）圖靈獎新聞稿 （页面存档备份，存于）
- （英文）National Public Radio,“科學日”利斯科夫專訪，播出日期2009年3月13日
- 她改变了编程 - 知乎 （页面存档备份，存于）